# ياكوفليف ياك-152
ياكوفليف ياك-152 هي طائرة تدريب روسية أساسية من مكتب ياكوفليف للتصميم ، التابع لشركة إيركوت. حلّقت الطائرة النموذجية الأولى من ياك-152 في 29 سبتمبر 2016م، بمحرك ديزل RED A03 ، بقوة 500 shp (370 كـو)   وقد طلبت القوات الجوية الفضائية الروسية هذه الطائرة لتحل محل طائرات التدريب القديمة من ياكوفليف ياك-52. يتم تصنيعها حاليًا في مدينة إيركوتسك.

## المشغلين
روسيا
- القوات الجوية الفضائية الروسية – 150 تحت الطلب [4]

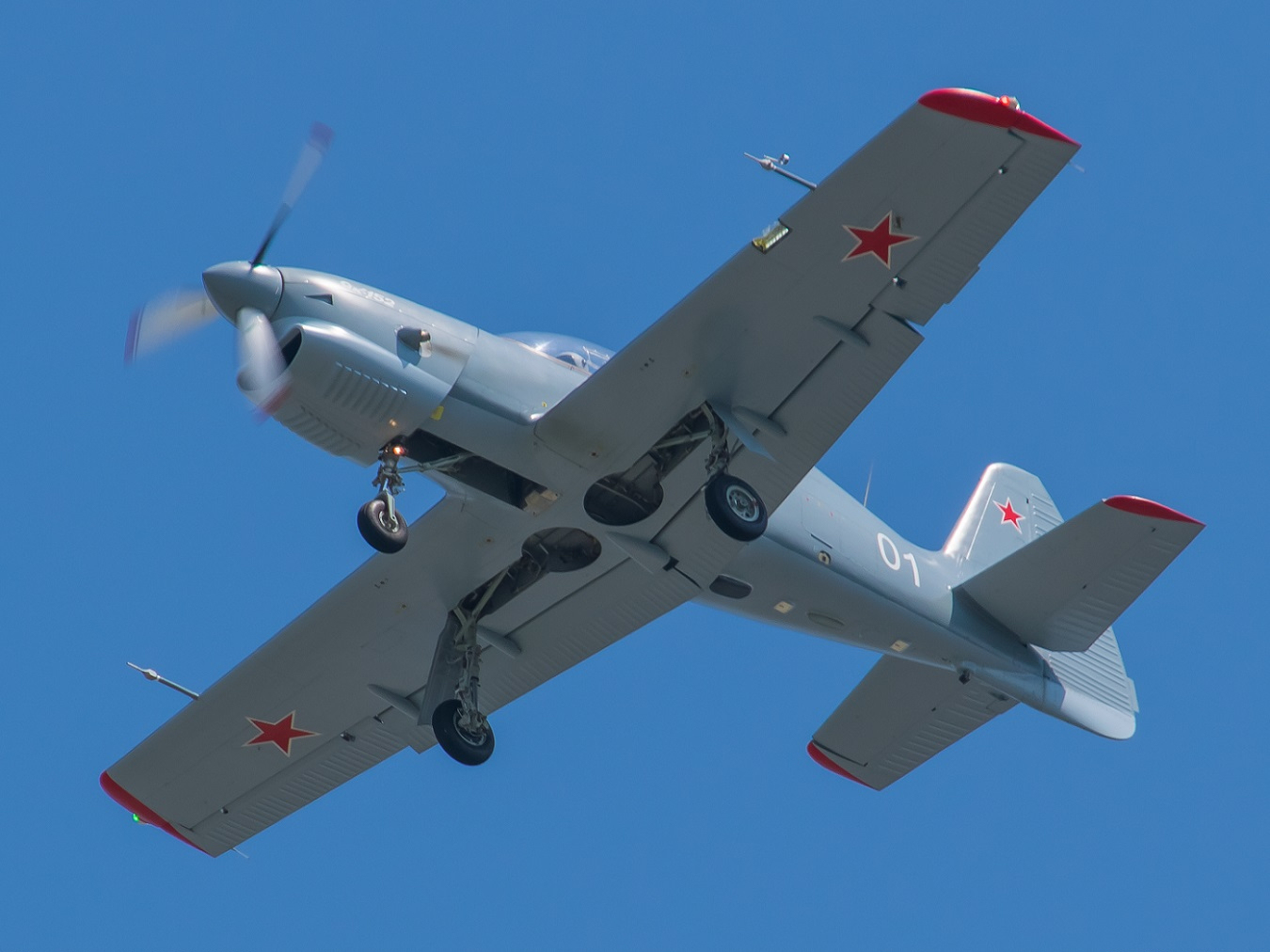
طائرة ياك-152 في رحلة في إيركوتسك.

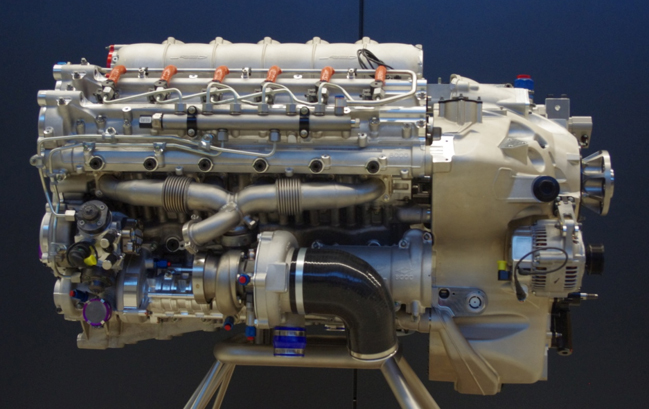
محرك ديزل RED A03